# Hypnotised (Simple Minds)
Hypnotised è un singolo del gruppo musicale britannico Simple Minds, il secondo estratto dall'album Good News from the Next World nel 1995.

## Classifiche
| Classifica (1995) | Posizione massima |
| ----------------- | ----------------- |
| Canada            | 34                |
| Germania          | 62                |
| Irlanda           | 28                |
| Italia            | 22                |
| Regno Unito       | 18                |